# Haßloch
Haßloch é um município da Alemanha localizado no distrito (Kreis ou Landkreis) de Bad Dürkheim, no estado da Renânia-Palatinado.